# Erzengel Michael besiegt Luzifer (St-Aignan, Chartres)

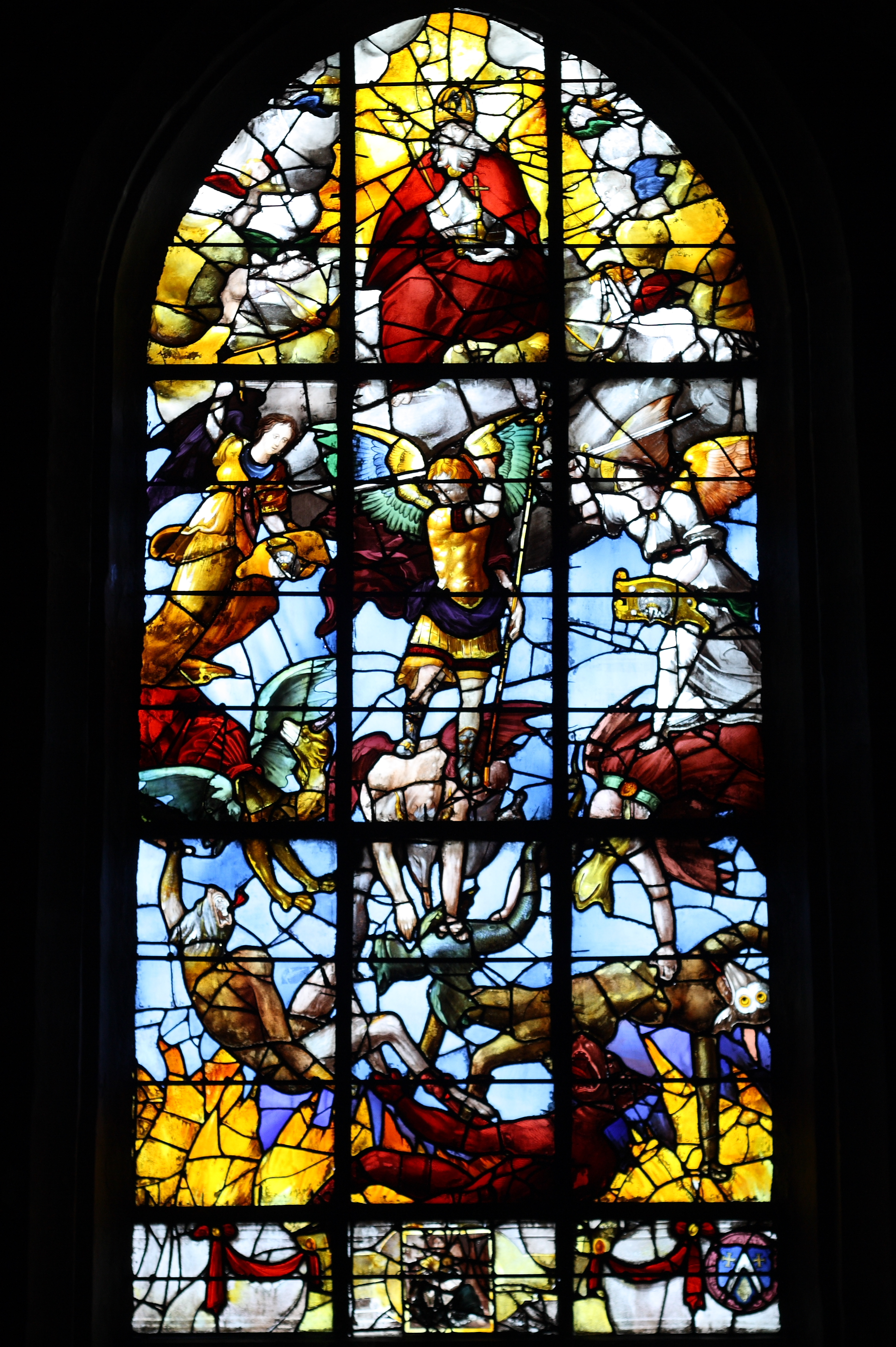
Fenster Erzengel Michael besiegt Luzifer in der Kirche St-Aignan von Chartres

Das Fenster Erzengel Michael besiegt Luzifer in der katholischen Pfarrkirche St-Aignan in Chartres, einer französischen Stadt im Département Eure-et-Loir in der Region Centre-Val de Loire, wurde 1547 geschaffen. Das Bleiglasfenster wurde im Jahr 1840 als Monument historique in die Liste der denkmalgeschützten Objekte (Base Palissy) in Frankreich aufgenommen.
Das 2,80 Meter hohe und 1,30 Meter breite Fenster Nr. 12 an der Südseite des Kirchenschiffs wurde von Jean Jouan geschaffen. Die Darstellung, die von Albrecht Dürer inspiriert wurde, stellt den Sieg des Erzengels Michael im Kampf mit Luzifer und den Sturz der rebellierenden Engel dar (Offb 12,7–9 ).
Ganz oben ist Gottvater zu sehen, umgeben von Engelsköpfen und zwei Engeln, die Pfeile auf Luzifer schießen. Am unteren Rand rechts ist das Wappen der Stifterfamilie Chaline angebracht. In einem rechteckigen Rahmen in der Mitte ist eine sitzende Gestalt mit einem geöffneten Buch auf ihren Knien, wahrscheinlich die Stifterin oder der Seher Johannes (Offb 1,11 ), dargestellt.